# Atitlán (jezioro)
Atitlán (hiszp. Lago de Atitlán) – jezioro naturalne w południowo-zachodniej Gwatemali, położone w kraterze, o powierzchni 130,1 km². Leży na wysokości 1563 m n.p.m. Jest otoczone przez trzy wulkany:
- San Pedro,
- Tolimán,
- Atitlán.

Woda z jeziora nawadnia uprawy kawy, zboża, cebuli, fasoli, dyni, pomidorów, ogórków, czosnku, chili verde, truskawek i awokado. Zbiornik jest bogaty w faunę, która stanowi ważne źródło żywności dla dużej części ludności. Jezioro jest pochodzenia wulkanicznego, wypełnia ogromną kalderę utworzoną w wyniku wybuchu 84 tys. lat temu. Jest uważane za jedno z najpiękniejszych zbiorników naturalnych w świecie (uważał tak m.in. angielski pisarz Aldous Huxley). W 1955 r. obszar wokół Atitlán stał się parkiem narodowym. Badania wykazały, że na dnie jeziora znajdują się pozostałości miasta Majów. Nurkowie wyłowili z dna zbiornika ceramikę z okresu od 600 r. p.n.e. do 250 r. n.e. Wioski położone nad jeziorem charakteryzują się niezwykłą kulturą, ich mieszkańcy czczą m.in. bóstwo o nazwie Maximón, które nosi cechy tradycyjnych bóstw Majów, katolickich świętych i legend. Wizerunek idola noszony jest w czasie procesji Santa Semana. Największe miasto nad jeziorem, Panajachel (11,1 tys. mieszkańców), żyje z turystyki. W latach 60. XX w. przyciągało hippisów. Po zakończeniu działań wojennych w 1996 r. miasto znowu zaczęli licznie odwiedzać turyści.